# Coranarta
Coranarta är ett släkte av fjärilar som beskrevs av Beck 1991. Coranarta ingår i familjen nattflyn.
Släktet innehåller bara arten Coranarta cordigera.

## Bildgalleri

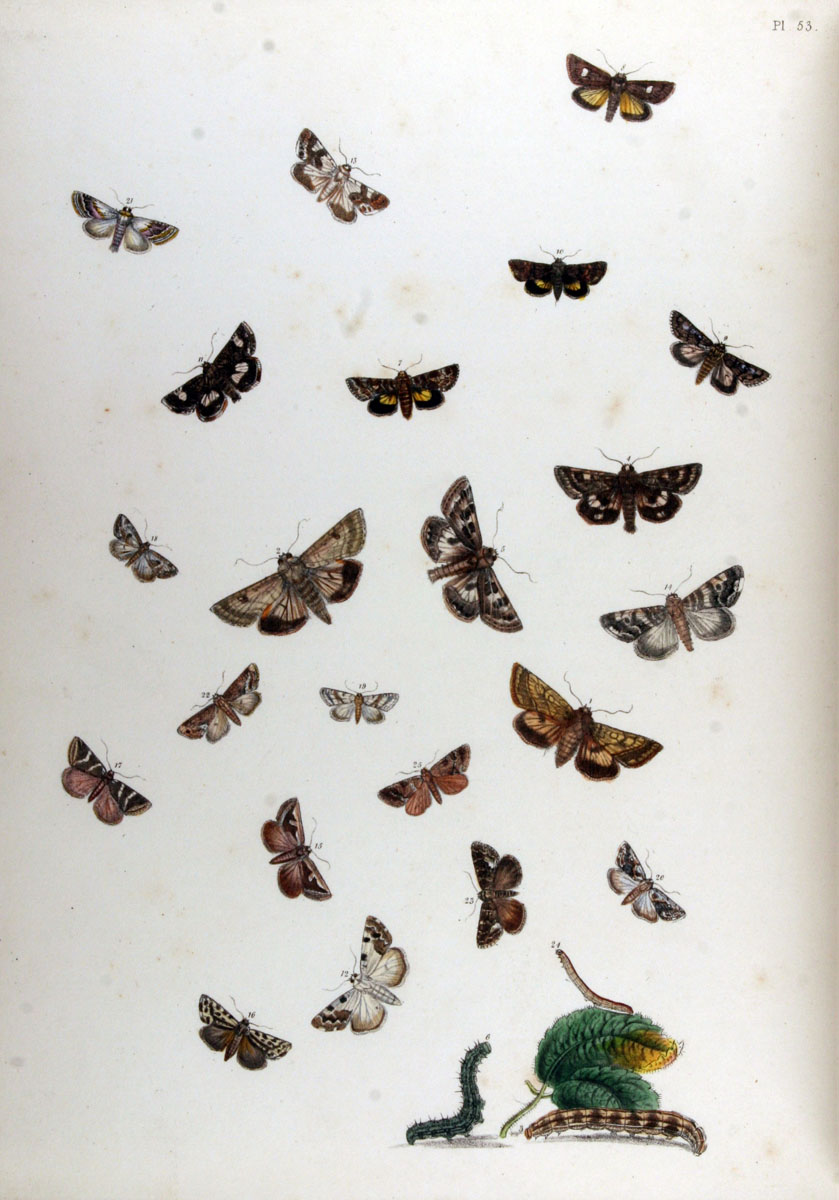
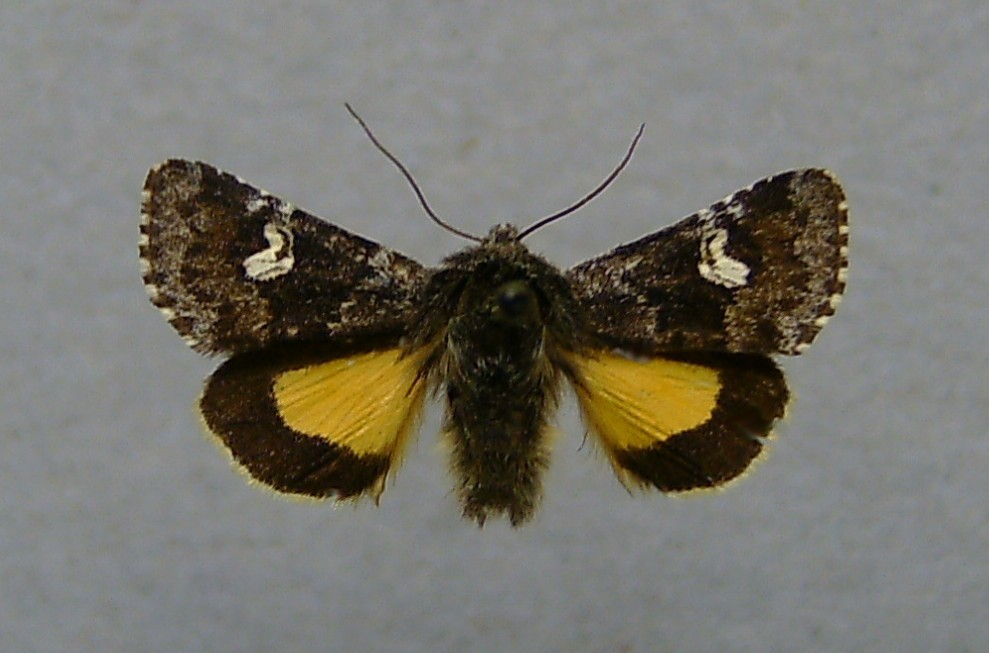
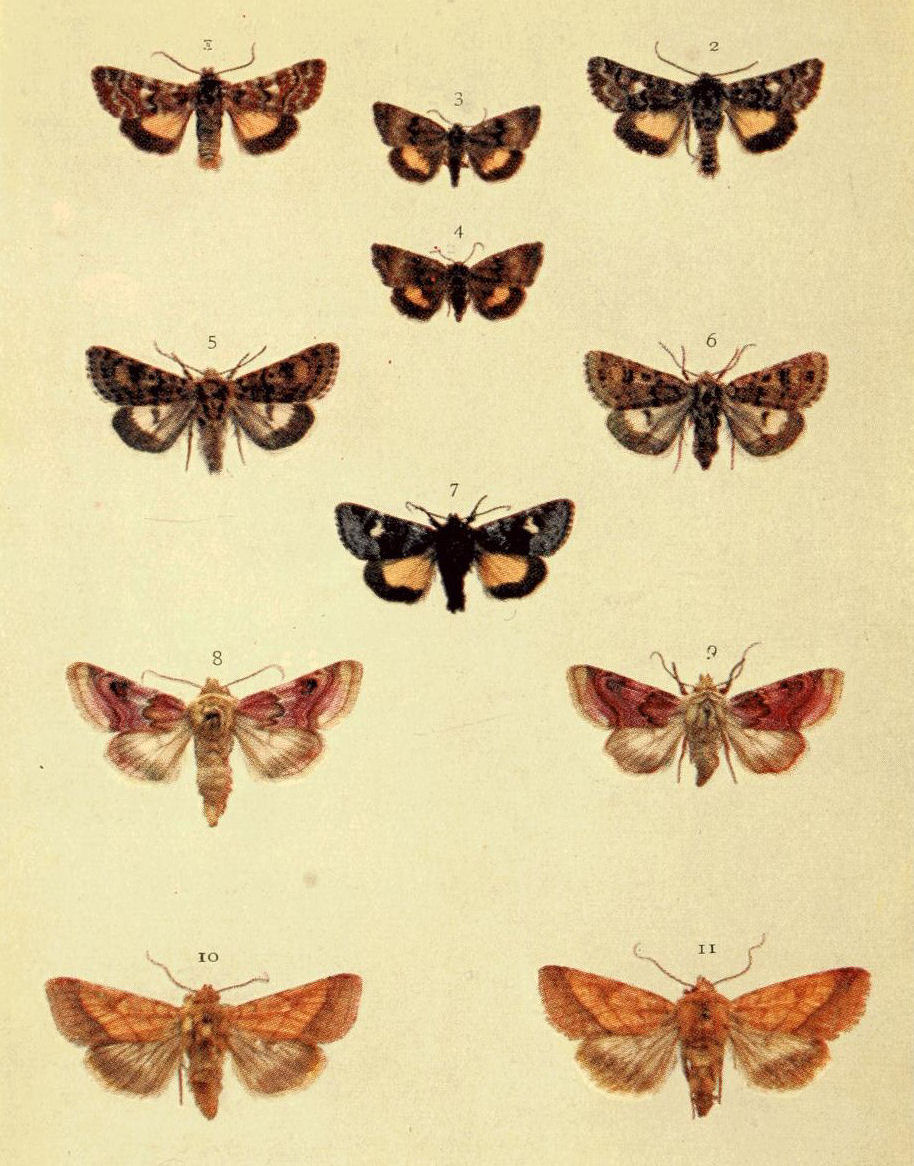